# Telekom Baskets Bonn
Telekom Baskets Bonn é um clube profissional de basquetebol baseado na cidade de Bonn, estado de Renânia do Norte-Vestfália, Alemanha. Manda seus jogos no Telekom Dome inaugurado em 2008 com capacidade para 8000 espectadores. O clube recebe patrocínio da empresa Deutsche Telekom, empresa de comunicação, internet e telefonia celular da Alemanha.

## Temporada por Temporada
| Temporada | Nível | Liga       | Pos. | Pós Temporada            | Copa da Alemanha  | Competições Européias             |
| --------- | ----- | ---------- | ---- | ------------------------ | ----------------- | --------------------------------- |
| 1992–93   | 2     | 2. BBL     | 7    | Playoffs de Rebaixamento | –                 | –                                 |
| 1993–94   | 2     | 2. BBL     | 5    | Playoffs de Promoção     | –                 | –                                 |
| 1994–95   | 2     | 2. BBL     | 7    | Playoffs de Promoção     | –                 | –                                 |
| 1995–96   | 2     | 2. BBL     | 1    | Promovido                | –                 | –                                 |
| 1996–97   | 1     | Bundesliga | 2    | Finalista                | Semifinalista     | –                                 |
| 1997–98   | 1     | Bundesliga | 5    | Quartas de Final         | –                 | Jogou a Korac Cup                 |
| 1998–99   | 1     | Bundesliga | 2    | Finalista                | –                 | Jogou a Korac Cup                 |
| 1999–00   | 1     | Bundesliga | 4    | Semifinalista            | –                 | Jogou a Saporta Cup               |
| 2000–01   | 1     | Bundesliga | 2    | Finalista                | –                 | Quartas de Final na Saporta Cup   |
| 2001–02   | 1     | Bundesliga | 4    | Semifinalista            | –                 | Quartas de Final na Saporta Cup   |
| 2002–03   | 1     | Bundesliga | 3    | Semifinalista            | Quarta Posição    | Jogou a ULEB Cup                  |
| 2003–04   | 1     | Bundesliga | 4    | Semifinalista            | –                 | Jogou a ULEB Cup                  |
| 2004–05   | 1     | Bundesliga | 9    | –                        | Vice Campeão      | Jogou a ULEB Cup                  |
| 2005–06   | 1     | Bundesliga | 7    | Quartas de Final         | –                 | Jogou a FIBA EuroCup              |
| 2006–07   | 1     | Bundesliga | 7    | Quartas de Final         | –                 | –                                 |
| 2007–08   | 1     | Bundesliga | 2    | Finalista                | –                 | –                                 |
| 2008–09   | 1     | Bundesliga | 2    | Finalista                | Vice Campeão      | Jogou a EuroChallenge             |
| 2009–10   | 1     | Bundesliga | 8    | Quartas de Final         | Quartas de Final  | Jogou a Eurocup                   |
| 2010–11   | 1     | Bundesliga | 13   | –                        | –                 | Jogou EuroChallenge               |
| 2011–12   | 1     | Bundesliga | 8    | Quartas de Final         | Vice campeão      | Jogou EuroChallenge               |
| 2012–13   | 1     | Bundesliga | 7    | Quartas de Final         | –                 | EuroChallenge quartas de final    |
| 2013–14   | 1     | Bundesliga | 5    | Quartas de Final         | Quartas de Final  | –                                 |
| 2014–15   | 1     | Bundesliga | 4    | Quartas de Final         | Quarta Colocação  | EuroChallenge (Temporada Regular) |
| 2015–16   | 1     | Bundesliga | 11   |                          |                   |                                   |
| 2016–17   | 1     | Bundesliga | 7    | Quartas de Final         |                   | 4 Copa Europeia (semifinalista)   |
| 2017–18   | 1     | Bundesliga | 5    | Quartas de Final         |                   | 3 Liga dos Campeões               |
| 2018-19   | 1     | Bundesliga | 7    | Quartas de Finais        |                   | 3 Liga dos Campeões               |
| 2019-20   | 1     | Bundesliga | 15   |                          | Quartas de finais | 3 Liga dos Campeões               |
| 2020-21   | 1     | Bundesliga | 13   |                          |                   |                                   |
| 2021-22   | 1     | Bundesliga | 2    | Semifinais               |                   |                                   |
| 2022-23   | 1     | Bundesliga | 1    | Finalista                | Oitavas de final  | 3 Liga dos Campeões (Campeão)     |